# ليتا ليم سوجيارتو
ليتا ليم سوجيارتو مواليد 27 فبراير 1946، هي لاعبة كرة مضرب إندونيسية سابقة. فازت بالميدالية الذهبية في دورة الألعاب الآسيوية في سنة 1974.

## الخط الزمني للفردي
مفتاح
| ف | ن | ن.ن | ر.ن | د# | د.م | ل | أ.أ | ت | غ | ب | ف | ذ | م.خ | ل.ت |

(ف) فاز بالبطولة (ن) وصل النهائي (ن.ن) نصف النهائي (ر.ن) ربع النهائي (د#) الأدوار الأربعة الأولى (د.م) دور المجموعات (ل) شارك في كأس ديفيز (أ.أ) خرج من الأدوار الاولى (ت) خسر التصفيات التأهيلية (غ) غاب عن الحدث أو البطولة (ب) حصل على ميدالية برونزية (ف) حصل على ميدالية فضية (ذ) حصل على ميدالية ذهبية (م.خ) بطولة الماسترز خُفضت إلى مرتبة أقل (ل.ت) البطولة لم تعقد في السنة المعينة.
لتجنب الارتباك وازدواجية الحساب، يتم تحديث هذه المعلومات إما في نهاية البطولة، أو عندما تكون مشاركة اللاعب في البطولة قد انتهت.
| الدورة            | 1968 | 1969 | 1970 | 1971 | 1972 | 1973 | 1974 | 1975 |
| ----------------- | ---- | ---- | ---- | ---- | ---- | ---- | ---- | ---- |
| أستراليا المفتوحة | د3   | د1   | د3   | غ    | غ    | غ    | غ    | غ    |
| فرنسا المفتوحة    | غ    | د1   | د2   | د1   | د1   | د1   | د3   | د2   |
| بطولة ويمبلدون    | غ    | د2   | د1   | د1   | د3   | د1   | غ    | غ    |
| أمريكا المفتوحة   | غ    | غ    | د1   | د2   | د1   | غ    | غ    | غ    |

## الميداليات
| الميدالية | المسابقة                   |
| --------- | -------------------------- |
| ذهبية     | دورة الألعاب الآسيوية 1974 |

## روابط خارجية
- ليتا ليم سوجيارتو على موقع رابطة محترفات التنس (الإنجليزية)
- ليتا ليم سوجيارتو على موقع الاتحاد الدولي لكرة المضرب (الإنجليزية)
- ليتا ليم سوجيارتو على موقع كأس بيلي جين كينغ (الإنجليزية)
- ليتا ليم سوجيارتو على موقع خلاصة التنس.كوم (الإنجليزية)